# Richard Narita
Richard Narita (Los Angeles, 15 novembre 1951) è un attore statunitense.

## Biografia
Richard Narita è un attore conosciuto principalmente per il ruolo di Willie Wong nel film Invito a cena con delitto diretto da Robert Moore (1976).
Esordisce al cinema ed in televisione alla metà degli anni ‘70. Nel 1980 ebbe il ruolo principale della miniserie A Town Like Alice tratta dal romanzo di Nevil Shute.

## Filmografia parziale

### Cinema
- Airport '75, regia di Jack Smight (1975)
- Baby Blue Marine, regia di John D. Hancock (1976)
- Invito a cena con delitto (Murder by Death), regia di Robert Moore (1976)
- La leggenda della foca d'oro (The Golden Seal), regia di Frank Zuniga (1983)
- Cose dell'altro mondo (Suburban Commando), regia di Burt Kennedy (1991)
- Abuso di potere (Unlawful Entry), regia di Jonathan Kaplan (1992)
- Galaxis, regia di William Mesa (1995)
- Bella da morire (Drop Dead Gorgeous), regia di Michael Patrick Jann (1999)
- Extraction, regia di Tony Giglio (2013)

### Televisione
- Kung Fu – serie TV (1974)
- Bronk – serie TV (1975)
- Exo-Man, regia di Richard Irving – film TV (1977)
- Non c'è posto per nascondersi (Nowhere to Hide), regia di Jack Starrett – film TV (1977)
- A Town Like Alice – miniserie TV (1980)
- Doppio gioco a San Francisco (Foul Play) – serie TV (1981)
- L'incredibile Hulk (The Incredible Hulk) – serie TV (1981)
- Sulle orme del dragone (Girls of the White Orchid), regia di Jonathan Kaplan – film TV (1983)
- Top Secret (Scarecrow and Mrs. King) – serie TV (1983)
- American Geisha – film TV (1986)
- Magnum, P.I. – serie TV (1986-1988)
- Dallas – serie TV (1990)
- Ray Alexander: A Taste for Justice, regia di Gary Nelson – film TV (1994)
- E.R. - Medici in prima linea (ER) – serie TV (1998-2003)
- Febbre d'amore (The Young and the Restless) – soap opera (2017)